# Georges Bohy
Pour les articles homonymes, voir Bohy.
Georges Bohy né à Wavre le 1er novembre 1897, décédé à Bruxelles le 1er novembre 1972 est un homme politique belge et un militant wallon.

## Biographie
En 1926, Georges Bohy épouse Hélène Denis, bibliothécaire, typographe et militante socialiste et féministe.
Collaborateur d'Henri De Man pour la Wallonie à la Centrale d'éducation ouvrière, il interrompt ses études pour la diriger puis les reprend. Avocat auprès de la Cour d'appel de Bruxelles (1925), il est jugé en correctionnelle pour avoir incité les soldats à la désobéissance. La popularité que lui vaut cette affaire lui vaut de succéder à Jules Destrée comme député de Charleroi (1936-1968).
Il est rapporteur au Congrès des socialistes wallons de 1938 où il s'oppose au bilinguisme obligatoire. 
Pendant la Seconde Guerre mondiale, il rejoint la Résistance ce qui lui vaut d'être incarcéré pendant plusieurs mois par les Allemands.
Il assiste au Congrès national wallon de 1945 et plus activement au Congrès national wallon extraordinaire de mars 1950 où il s'opposera vivement au retour de Léopold III.

IL donne son avis par rapport au Congrès national wallon de 1957, estimant qu'il faut inscrire à son programme le désinvestissement des holdings de Wallonie, l'augmentation de la solidarité ouvrière entre Wallonie et Flandre, l'adaptation des voies d'eau wallonnes aux besoins de l'économie régionale. Il est très dur vis-à-vis du bilinguisme: 
«  On appelle bilingue un Flamand qui massacre le français à coup d'approximations et on refuse ce statut à un Wallon qui commet la moindre erreur. »
Il fait partie de ceux qui à Charleroi sont surpris par l'âpreté de la Grève générale de l'hiver 1960-1961 et la suit à son corps défendant. Il critique de même la création du Mouvement populaire wallon, même s'il y adhère, dans un premier temps. Il vote en faveur de la réunion des Fourons au Limbourg et remplace Jean-Joseph Merlot comme ministre des travaux publics qui a voté de la même façon, mais par solidarité ministérielle  et que la fédération de Liège contraint à la démission. Dans ses nouvelles fonctions il est critiqué par le Conseil économique wallon qui ne lui pardonne pas d'avoir considéré l'Autoroute de Wallonie comme un projet purement sentimental, alors que sa  construction prend d'énormes retards alors qu'elle a été exigée dès 1939 par quelqu'un comme Jean Duvieusart. Il connaît des difficultés à Arquennes, lors des élections communales face à une liste socialiste dissidente. En février 1968, il n'est plus réélu député, le jeune André Baudson  le devançant.